# Issumer Turm

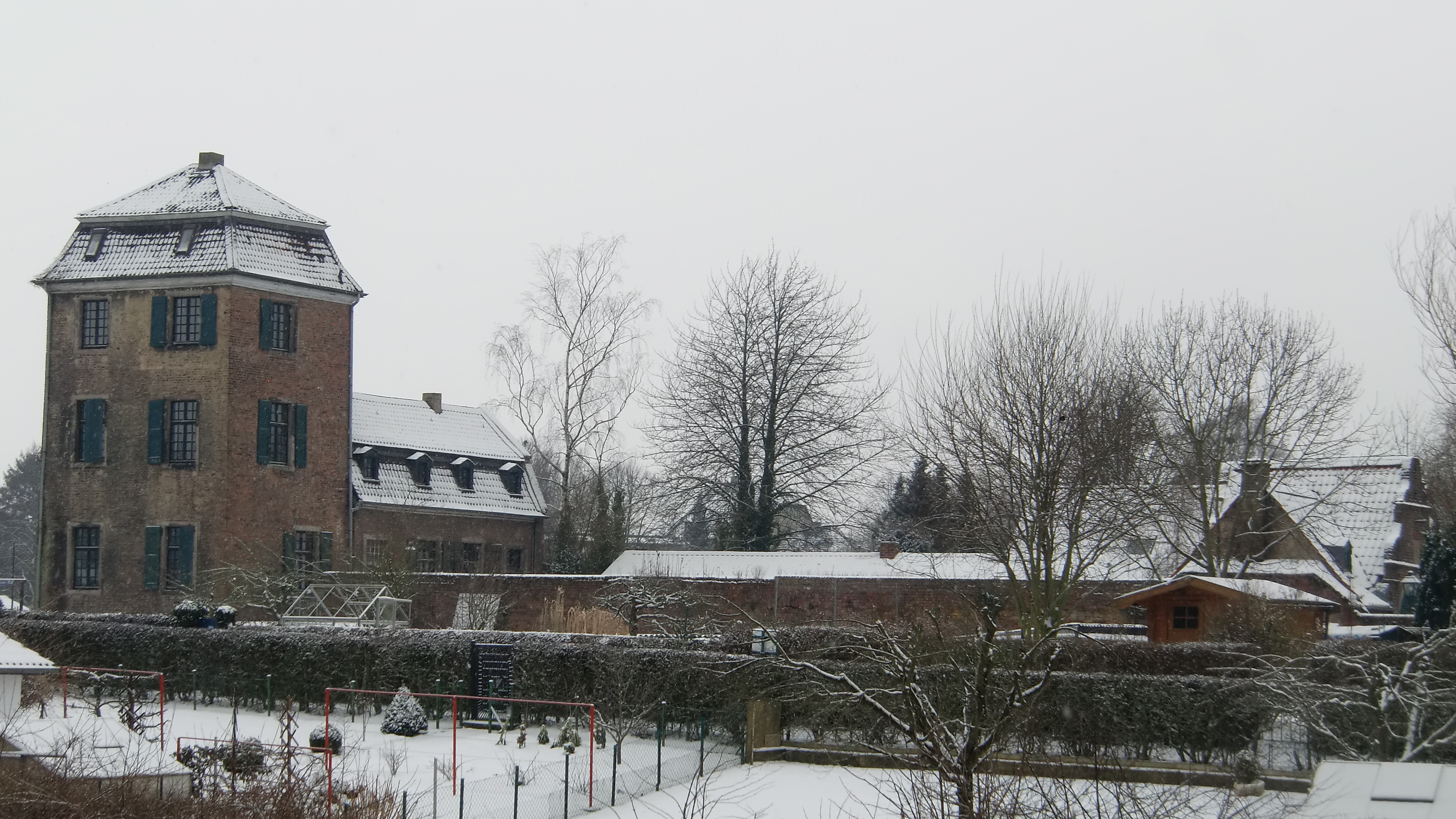
Der Issumer Turm

Der Issumer Turm ist ein ehemaliger Wohnturm und Wahrzeichen des Krefelder Vorortes Linn. Der denkmalgeschützte Bau steht an der Ecke Mauerstraße/Issumer Straße.

## Geschichte
Der Turm wurde im 14. Jahrhundert als sogenanntes Burgmannshaus (kleine Turmburg mit Hofgebäuden) erbaut und ist benannt nach seinen wahrscheinlich ersten Lehnsträgern – den aus dem Geldrischen stammenden Rittern von Issum. Erster belegter Lehnsnehmer war jedoch 1430 Simon von Aldenbrüggen. In dem ehemaligen Burglehn des kurkölnischen Linn saßen anschließend Mitglieder der verschiedensten rheinischen Adelsgeschlechter, darunter die Herren von Brempt, Eyll, Preuth, von der Warth, von Nievenheim und von Hallberg. Nachdem der Turm in der zweiten Hälfte des 18. Jahrhunderts baulich verändert worden war, verkaufte der letzte adlige Eigentümer des Turmes, der Graf Konstantin von Hallberg, das Anwesen 1854 an einen Linner Schreinermeister. Dessen Erben verkauften den Issumer Turm 1908 an die Stadt Krefeld. Der Issumer Turm und seine Nebengebäude befinden sich seit 2010 wieder in Privatbesitz. Am 6. April 2016 meldete die Presse, das Anwesen stehe wieder zum Verkauf.

## Beschreibung

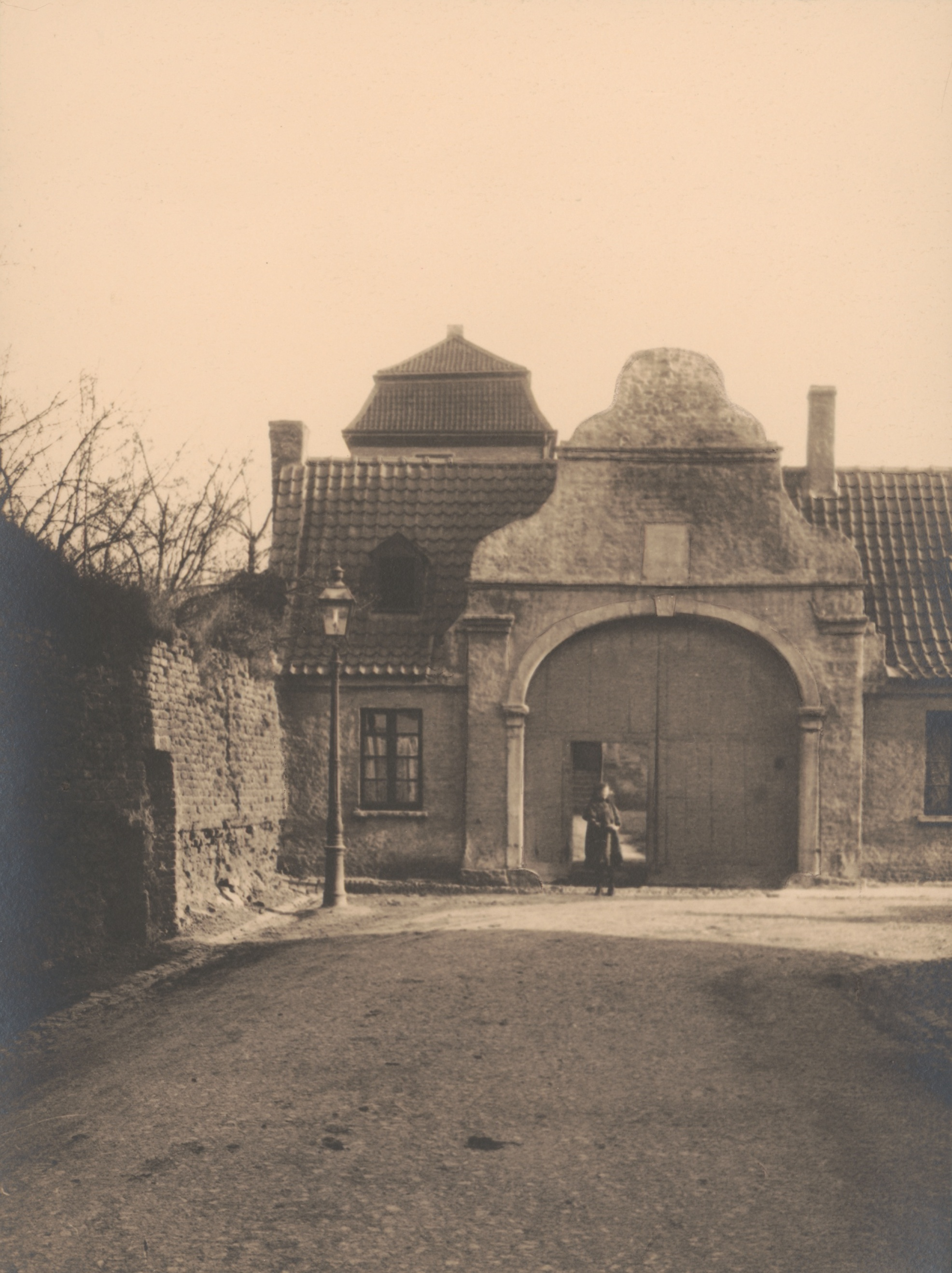
Das Torhaus 1911

Der Turm besitzt einen rechteckigen Grundriss und im Erdgeschoss 1,10 Meter dicke Mauern. Seine drei Geschosse erheben sich über einem Kellergewölbe und sind von einem Mansarddach abgeschlossen. Der Bau markiert die südöstliche Ecke eines rechteckigen Hofs. Ihm schließt sich nach Westen – an die ehemalige Stadtmauer gelehnt – ein einstöckiger Trakt auf hohem Sockelgeschoss an, das Wohnhaus des Gebäudeensembles. Parallel zu diesen beiden Bauten liegt nördlich davon das Torhaus. Sein auffälligstes Bauteil ist die rundbogige Tordurchfahrt, die von einem barocken Schweifgiebel aus dem Jahr 1775 bekrönt ist.